# فرانسيسكو كالاميتا
فرانسيسكو كالاميتا (بالإسبانية: Francisco Calamita)‏ (9 نوفمبر 1922 – 9 فبراير 2007) هو سبّاح إسباني راحل، مثّل بلاده في الألعاب الأولمبية الصيفية 1948.

## روابط خارجية
فرانسيسكو كالاميتا على موقع أوليمبيديا (الإنجليزية)